# Eddie och Maxon Jaxon
Eddie och Maxon Jaxson är en barnbok av Viveca Lärn (då Viveca Sundvall), som utkom 1991. Den är första boken i Eddieserien, vilken är en spinoff på Mimmiserien., och både Mimmi själv och hennes kompis Anders medverkar i boken. Anders är Eddies storebror.
För boken fick författaren Nils Holgersson-plaketten 1991.

## Handling
Eddie skall börja skolan i augusti, vilket han inte vill, utan hellre ha ett riktigt arbete, exempelvis kamelskötare, eftersom det inte är lika fritt i skolan. Hans idoler är Mardona, Madonna och "Maxon Jaxon". Eddies pappa är ensamstående och alkoholist.

### Fotnoter
1. ↑  ”Eddie och Maxon Jaxon” (på engelska). Worldcat. 13 mars 1991. http://www.worldcat.org/title/eddie-och-maxon-jaxon/oclc/186529383&referer=brief_results. Läst 15 januari 2015.
2. ↑  ”Viveca Lärns alla barnböcker”. Viveca Lärn. Arkiverad från originalet den 12 augusti 2014. https://web.archive.org/web/20140812205455/http://www.vivecalarn.com/barn.htm. Läst 6 september 2012.
3. ↑  ”Nils Holgersson-plaketten”. Svenska barnboksinstitutet. 13 mars 1992. Arkiverad från originalet den 10 juni 2017. https://web.archive.org/web/20170610234312/http://www.sbi.kb.se/sv/Utgivning-och-statistik/Priser-och-beloningar/Priser/Nils-Holgersson-plaketten/. Läst 15 januari 2015.